# Concentrador USB

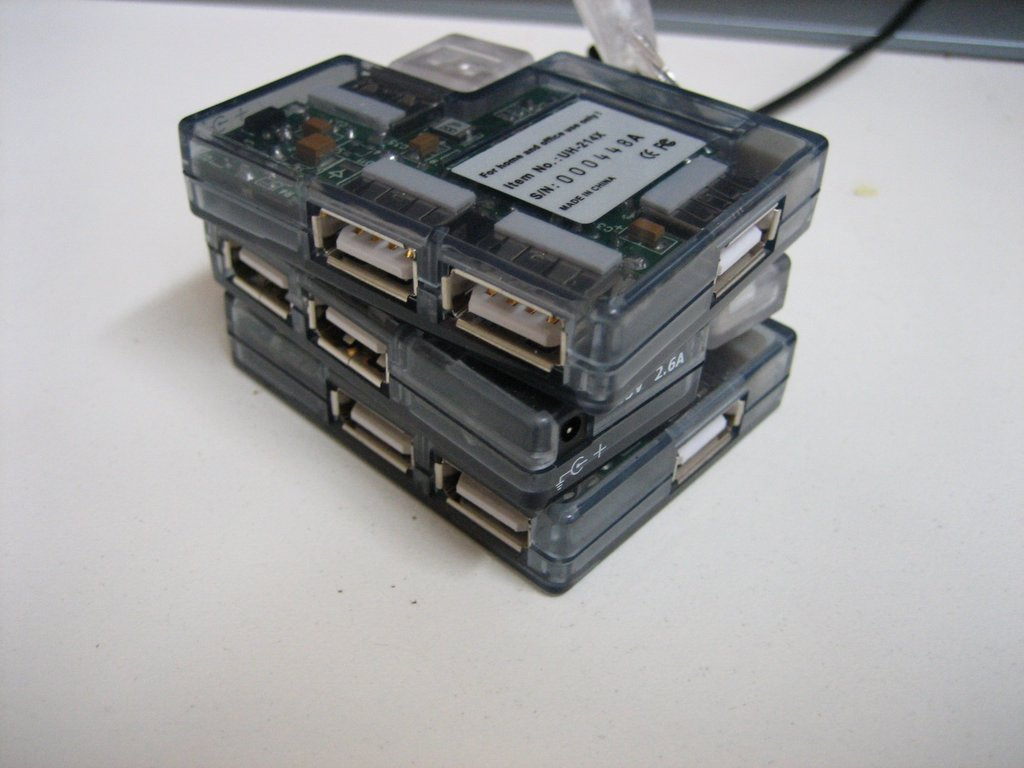
Hub USB

Un hub USB és un aparell electrònic que permet connectar diferents dispositius USB a un sol port USB, ja sigui d'un ordinador o d'un altre hub USB.

## Utilitat
El principal ús que es fa d'un concentrador USB és el d'augmentar el nombre de dispositius que es poden connectar a l'ordinador. Per tant, si l'ordinador només admetia dues connexions, amb un concentrador es poden augmentar fins a set, per exemple.
També serveix per poder ampliar la distància entre l'ordinador i el perifèric que es vol connectar: un cable USB només pot tenir cinc metres entre dispositiu i dispositiu, per tant amb un concentrador, aquesta distància es duplica fins a deu, amb dos fins a quinze, amb tres fins a 20 i així consecutivament.

## Categories

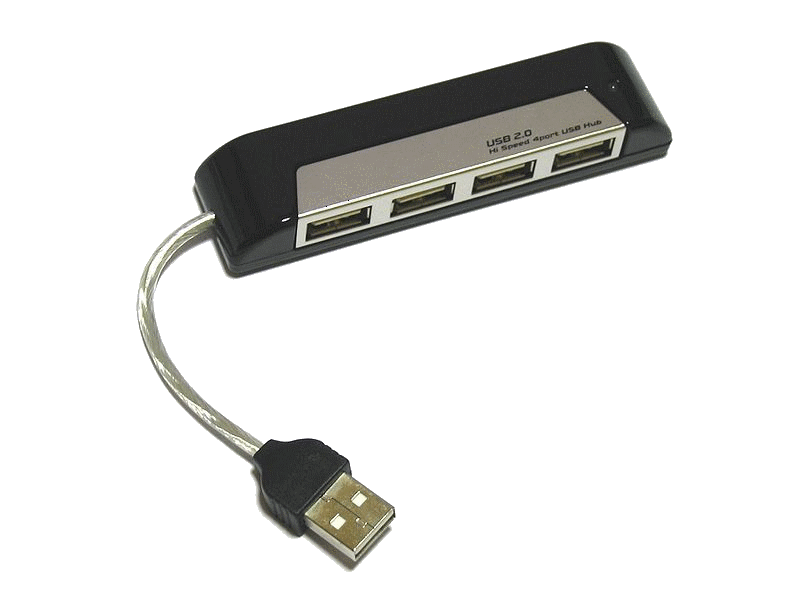
Concentrador USB.

Es poden diferenciar dos grans tipus de hub USB
- Sense corrent: Són aquells que no requereixen una font d'electricitat externa per funcionar. Normalment s'utilitzen per connectar perifèrics que tenen la seva pròpia font d'alimentació o bé que requereixen molt poca energia.
- Amb corrent: S'utilitzen quan el nombre de dispositius a connectar és elevat i/o quan els dispositius no disposen de font de corrent pròpia i no en tenen suficient amb la que proporciona el cable USB.